# Ceroplesis analeptoides
Ceroplesis analeptoides là một loài bọ cánh cứng trong họ Cerambycidae.